# Смородіна Людмила Геннадіївна
Людмила Геннадіївна Смородіна (нар. 7 серпня 1957, Кривий Ріг) — радянська та українська акторка театру і кіно, Народна артистка України (2007).

## Життєпис
Народилася 7 серпня 1957 року у місті Кривий Ріг (в районі НКГОКа). Навчалася в середній школі № 82.
У 1974—1978 роки — студентка акторського факультету Київського державного інституту театрального мистецтва ім. Івана Карпенка-Карого.
З 1 серпня 1978-го працює у Національному академічному драматичному театрі ім. Івана Франка в Києві. Прима театру.
З 2010-го — доцентка кафедри театрального мистецтва Київського міжнародного університету, художня керівниця акторської майстерні.
З 2015 року також працює викладачкою з акторської майстерності у Вокальній академії Олександра Пономарьова.

### Родина
- Батько — Геннадій Георгійович Смородін;
- Мати — Анастасія Йосипівна Смородіна;
- Двічі була одружена;
  - Син — Костянтин Рябов (економіст, що займається аудитом).

## Творчість

### Фільмографія
- 1977 — За п'ять секунд до катастрофи — телефоністка
- 1980 —  Петля Оріона —  Марія Дементьєва, лікар
- 1981 —  Ярослав Мудрий —   Інгігерда, дружина Ярослава
- 1983 —  Останній доказ королів —  епізод
- 1984 — Третій у п'ятому ряду —  Ірина Григорівна, вчителька математики
- 1985 —  Кармелюк —  Агата, дружина судді
- 1986 — Коли настане день —  Ліка
- 1988 — Шанс (короткометражний) —  Зося
- 1990 — Далі польоту стріли —  епізод
- 1990 — Провінціалки —  епізод
- 1990 — Чорна пантера та Білий ведмідь —  Сніжинка
- 1991 —  Гріх —  Стефа, служниця Ляшковскіх
- 1993 —  Пастка —  Зося, дружина Барана
- 1993 — Ленін у вогненному кільці —   Надія Крупська
- 1995 —  Двійник
- 1998 — Два місяці, три сонця —  Маша
- 2001 —  День народження Буржуя-2 —  Варвара
- 2003 —  За двома зайцями (мюзикл) —  подруга Тоні Коровяк
- 2005 — За все тобі дякую —  Любов Орлова, комендант гуртожитку
- 2005 — На білому катері —  Ізольда Петрівна, мати Жанни
- 2005 — Новорічний кілер
- 2006 — Дев'ять життів Нестора Махна —   Олександра Коллонтай
- 2006 — Саквояж зі світлим майбутнім —  Надія Головко
- 2006 — Утьосов. Пісня довжиною у життя —   Любов Орлова
- 2007 — Повернення блудного чоловіка —  епізод
- 2007 — Я вважаю: раз, два, три, чотири, п'ять... —  Єлизавета Андріївна, клієнтка Наталії Миколаївни
- 2008 — Осінній вальс —  мама Євгенія
- 2008 — Реквієм для свідка —  Ніна Шахова, хірург
- 2009 — Територія краси —  Кіра Віталіївна
- 2009 — Пушкен (не завершений)
- 2010–2013 —  Єфросинія — Алевтина
- 2011 — Весна в грудні —  Тамара Локтєва
- 2011 — Доставити за всяку ціну —  Єлезавети Іванівна, лікар
- 2011 — Павутинка бабиного літа —  Анастасія Леонідівна, мати Сергія
- 2011 — Пончик Люся —  епізод
- 2011–2012 — Я прийду сама —  Марія Антонівна, мати Слави, генеральша
- 2012 — Дорога в порожнечу —  Марія Давидівна, домробітниця у Дроздовського
- 2012 — Менти. Таємниці великого міста —  Люся, дружина Матусі
- 2012 — Стань мною —  Юлія Аркадіївна, мама Наді
- 2013 —  Даша —  Надія Павлівна, мати Слави
- 2013 — Жіночий лікар-2 (57-а серія «Зрозуміти, пробачити») — свекруха Маші
- 2014 — Швидка допомога
  - 5-та серія —  Ірина Степанівна
  - 11-та серія — Мама Іллі
- 2019 — 11 дітей з Моршина

### Театральні роботи
З 1978 року працює в Національному академічному драматичному театрі ім. Івана Франка, де зіграла більше 40 ролей.
- 1979 — «Дикий Ангел» О. Коломойця; реж. Володимир Оглоблін — Ліда
- 1980 — «Сон в літню ніч» В. Шекспіра; реж. Валентин Козьменко-Делінде — Гермия
- 1981 — «Прощання в червні» О. Вампілова; реж. Валентин Козьменко-Делінде — Маша
- 1982 — «Узбіччя» Н. Зарудного — Ольга
- 1983 — «Санітарний день» О. Коломойця — Лада
- 1985 — «Рейс в 12» Ю. Бедзика — Ірина
- 1986 — «Бунт жінок» Н. Хікмета та В. Коміссаржевської — Інес
- 1986 — «Енеїда» І. Котляревського; реж. Сергій Данченко — Венера
- 1987 — «Кабанчик» В. Розова — Баскакова
- 1987 — «Шиндай» І. Афанасьєва — Віра
- 1987 — «Майстер і Маргарита» М. Булгакова; реж. Ірина Молостова — Гелла
- 1989 — «Тев'є-Тевель» Г. Горіна за мотивами творів Шолом-Алейхема; реж. Сергій Данченко — Годл
- 1990 — «Санітарна зона» М. Хвильового — Унікум / Вдова
- 1990 — «Блез» К. Маньє — Женев'єва
- 1991 — «Біла ворона» Ю. Рибчинського та Г. Татарченко; реж. Сергій Данченко — Столітня війна
- 1992 — «Привиди» Е. Де Філіппо — Марія
- 1993 — «Вогненний змій» Ю. Яновської — Марія Георгіївна
- 1994 — «З коханням не жартують» П. Кальдерона — Донья Беатриса
- 1995 — «Як близнюки» М. Фрейна — Джо / Бі / Алекс
- 1995 — «Житейське море» І. Карпенка-Карого — Ваніна
- 1997 — «Король Лір» В. Шекспіра; реж. Сергій Данченко — Гонерилья, дочка Ліра
- 1998 — «Бал злодіїв» Ж. Ануя — Єва
- 1998 — «Сміх і сльози Дон Кіхота» М. Сервантеса — Герцогиня
- 1999 — «Інтимне життя» Н. Кауарда — Аманда
- 2000 — «Я, Генрі II» Дж. Голдмена; реж. Юрій Кочевенко — Елінор
- 2001 — «Леді і Адмірал» Т. Реттиг — Емма Гамільтон
- «Езоп» Г. Фігейредо — Клея
- 2003 — «Істерія» Террі Джонсона; режисер Григорій Гладій — Анна
- 2003 — «Ревізор» М. Гоголя; реж. Ігор Афанасьєв — Анна Андріївна, дружина городничого
- 2003 — «Цар Едіп» Софокла; реж. Роберт Стуруа — Фавскій хор
- 2004 — «Брати Карамазови» Ф. Достоєвського; реж. Юрій Одинокий — Хохлакова
- 2006 — «Віват, королево!» Р. Болта; реж. Юрій Кочевенко — Марія Стюарт / Єлизавета
- 2007 — «Одруження Фігаро» П. Бомарше; режисер Юрій Одинокий — Марцеліна
- 2008 — «… Я згадую … Амаркорд» Олени Сікорська та А. Білозуба; реж. Олександр Білозуб — Градіска
- 2008 — «Едіт Піаф. Життя в кредит» Ю. Рибчинського та Вікторії Васалатій; реж. Ігор Афанасьєв — Біла леді
- 2009 — «Назар Стодоля» Т. Шевченка; реж. Юрій Кочевенко — Стеха
- 2011 — «Фредерік або Бульвар злочинів» Е. Шмітта; реж. Юрій Кочевенко — мадемуазель Жорж
- 2011 — «Гімн демократичної молоді» С. Жадана; реж. Юрій Одинокий — Валентина Валентинівна
- 2012 — «Між небом і землею» І. Афанасьєва; реж. Ігор Афанасьєв — Джулія
- 2013 — «Чайка» А. Чехова; реж. Валентин Козьменко-Делінде — Ірина Миколаївна Аркадіна, актриса
- 2013 — «Дами і гусари» А. Фредро; реж. Юрій Одинокий — пані Оргонова
- 2014 — «Моя професія — сеньйор з вищого світу» Джуліо Скарніччі і Ренцо Тарабузі; реж. Анатолій Хостікоєв — Грифон
- 2015 — «Великі комбінатори» за Ільфом і Петровим; реж. Д. Чирипюк — Мадам Грицацуєва
- 2016 — «Річард III» У. Шекспіра; реж. Автанділ Варсимашвілі — Герцогиня Йоркська
- 2021 — «Пер Гюнт» за п'єсою Генріка Ібсена; реж. Іван Уривський — Майстер[3]

## Нагороди й номінації
- 27 березня 1997 — Заслужена артистка України[4]
- 6 серпня 2007 — Народна артистка України — За значний особистий внесок у розвиток українського театрального мистецтва, високу виконавську майстерність[5]
- 27 березня 2015 — Орден княгині Ольги III ступеня[6]
- 14 жовтня 2015 — Орден королеви Анни «Честь Вітчизни» — за високопрофесійну працю, високу національну гідність і служіння Україні.

| Рік                  | Категорія                                     | Робота                    | Результат |
| -------------------- | --------------------------------------------- | ------------------------- | --------- |
| «Київська пектораль» |                                               |                           |           |
| 2007                 | Найкраще виконання жіночої ролі               | Віват, королево!          | Номінація |
| 2012                 | Найкраще виконання жіночої ролі другого плану | Гімн демократичної молоді | Перемога  |
| 2018                 | Найкраще виконання жіночої ролі другого плану | Три товарищі              | Номінація |

## Факти
- Зарахована в театральний виш була через типаж, який був потрібен вчителю курсу Володимиру Примаку[7];
- Викликала фурор своїм трактуванням ролі Гелли в спектаклі «Майстер і Маргарита» (реж. Ірина Молостова), коли вийшла на сцену оголеною, попередньо задавши тон на все тіло, що додавало відчуття одягненості;
- На бенефісі з нагоди 50-річчя Анатолія Хостікоєва, який святкувався в оформленні вистави «Кін IV», Анатолій приймав вітання, сидячи у ванні з водою. Вийшовши на авансцену і прочитавши вірші, Людмила Смородіна підійшла до ювіляра, зняла халат, і залишившись в маленькій сорочці з мереживами, залізла у ванну. При цьому оголосила, що її попросили перевірити, чи п'ятдесят? Далі з макіяжем і зачіскою пірнула під воду, а виринувши, вимовила на весь зал: «50!»[8];
- На святкуванні 60-річчя Анатолія Хостікоєва Людмила Смородіна в компанії Наталі Сумської та Ірини Дорошенко з'явилася на сцені в шкіряних шортах, переспівавши хіт групи Serebro «Мама Люба»: «Тато Толя, давай-давай-давай»[9].